# 法外情
《法外情》是1985年上映的一部香港電影，由吴思远執导，叶德娴与刘德华主演。劇情講述一名貧苦妓女被誣告殺害富商之子的故事。香港票房達1,161万港幣，備受好评；獲提名第5届香港电影金像奖最佳女主角及最佳編劇。
電影取得成功後，開拍了續集《法內情》及《法內情大結局》。由于三部作品成功地表现出了一段感人至深、赚人热泪的母子情（再加上1982年刘德华主演的首部电视剧《猎鹰》两人也是母子关系），所以叶德娴有了「刘德华妈妈」之称谓。

## 剧情
劉志鵬（劉德華 飾）自幼在孤兒院長大，於英國倫敦大學法學院以榮譽畢業生畢業，專攻刑法，剛取得律師執照返港執業。志鵬少年得意，女友一家有著法律界背景，使其得以接觸法政商界名人。這時發生了一個案子：一名50多歲的老妓女劉惠蘭（葉德嫺 飾）涉嫌殺死一名富人之子，而死時正在歡場作嫖客。當時無人願意為她辯護，而她也只想以一死來了結自己。在眾人不看好下，職業道德和正義感驅使劉志鵬接下這個案子。
初為律師的志鵬在老關（劉兆銘 飾）的幫助下四處查訪證據，逐漸抽絲剝繭案件的真相，同時卻受到女友父親的反對，並也因忙著尋覓證據，與女友（藍潔瑛 飾）關係逐漸形同陌路。惠蘭意外地看見志鵬有自己當年贈與兒子刻有「鵬程萬里」的懷表，發現志鵬就是自己的親生兒子：當志鵬出生時，惠蘭把他交託給孤兒院院長瑪利亞，但惠蘭並未對志鵬棄置不理，一直從事舞女工作，以無名氏叔叔的身分供養志鵬，更籌得錢讓志鵬赴倫敦大學法學院就讀。惠蘭擔心這份關係如果曝光，會對志鵬的名譽、身分造成損害，護子心切下便隱瞞這個真相，並拒絕讓志鵬替自己辯護。
志鵬沒有辦法接受惠蘭臨陣拒絕自己的辯護，惠蘭一語不發，最後在老關的相勸之下，終於同意讓志鵬辯護。在法庭的攻防上，志鵬邏輯清晰地一一反駁、指出指控證人的矛盾之處，並依據線索推論死者是一名性變態的嫖客，志鵬找出同遭性虐待的妓女出庭作證，也找了死者的心理醫生作證。然而心理醫生卻在法庭上否認死者是自己的病人。幸而志鵬的孤兒院同學在該心理醫生診所當護士，也願意出庭作證，並拿出病歷證據證明死者確實是病人。
而檢察官（秦沛 飾）託人至歐洲找到已經退休的孤兒院院長瑪利亞，出庭作證志鵬與惠蘭是母子關係。根據英國律例規定律師與委託人之間不得有這樣的親屬關係，要求法官立即撤銷訴訟。然而瑪利亞手按著十字架，堅決地否認志鵬與惠蘭的母子關係。在陪審團的同意之下，法官判決惠蘭是遭死者嫖客虐待，出於自衛之下的正當防衛而當庭釋放。劇終時，志鵬始終不知道自己與生母惠蘭的關係。

## 角色
| 演員   | 角色                                       |
| 刘德华 | 刘志鹏，劉惠蘭之子                         |
| 叶德娴 | 刘惠兰，劉志鵬之母                         |
| 蓝洁瑛 | 安妮（刘志鹏女朋友），後分手。             |
| 邓丽盈 | 殷小萍（護士證人，劉志鵬以前孤兒院的同學） |
| 刘兆铭 | 老關（刘志鹏的助理）                       |
| 秦沛   | 嚴德剛 (嚴大狀)（控方檢察官）              |
| 黎萱   | 蓉姐（妓女）                               |
| 王偉   | 藍大狀                                     |
| 李國麟 | 丁大狀                                     |
| 翁世傑 | 曾永廉（死者）                             |
| 陳有后 | 曾父（曾永廉父親）                         |

## 取景
- 鑽石山大磡村片場[5]
- 香港大學大學堂[6]

## 歌曲
主題曲
| 歌名           | 演唱者 | 作曲   | 填詞   |
| 〈親愛的小孩〉 | 蘇芮   | 陳復明 | 楊立德 |

插曲
| 歌名           | 演唱者 | 作曲   | 填詞   |
| 〈記憶中漫步〉 | 劉德華 | 趙文海 | 鄭國江 |
| 〈我願獨行〉   | 劉德華 | 趙文海 | 鄭國江 |

在1989年刘德华发行的首张国语专辑《回到你身邊&法內情》中，收录有刘德华翻唱的《亲爱的小孩》这首歌。

## 獎項
| 年份 | 頒獎典禮            | 獎項       | 名字   | 結果 |
| ---- | ------------------- | ---------- | ------ | ---- |
| 1986 | 第5屆香港電影金像獎 | 最佳女主角 | 葉德嫻 | 提名 |
| 1986 | 第5屆香港電影金像獎 | 最佳編劇   | 吴思远 | 提名 |

## 续集
- 《法內情》（1988年），黃泰來执导。
- 《法內情大結局》（1989年），麦当杰执导。